# Serhij Dloschewskyj
Serhij Stepanowytsch Dloschewskyj (ukrainisch Сергій Степанович Дложевський, russisch Сергей Степанович Дложевский Sergei Stepanowitsch Dloschewski; * 22. Septemberjul. / 4. Oktober 1889greg. in Kamjanez-Podilskyj, Gouvernement Podolien, Russisches Kaiserreich; † 24. Oktober 1930 in Odessa, Ukrainische SSR) war ein ukrainischer Klassischer Philologe, Archäologe und Hochschullehrer.

## Leben
Serhij Dloschewskyj kam als Sohn des Heimatforschers der Region Podolien Stepan Serhijowytsch Dloschewskyj (Степан Сергійович Дложевський) in Kamjanez-Podilskyj zur Welt. Dort besuchte er von 1899 bis 1906 das Gymnasium, welches er mit Auszeichnung abschloss.
Ab 1907 studierte er an der geschichtsphilosophischen Fakultät der St.-Wladimir-Universität in Kiew. Im vierten Studienjahr ging er nach Deutschland und studierte an der Universität Leipzig. Nach seiner Rückkehr absolvierte er 1911 sein Studium an der Kiewer Universität und erhielt zur Vorbereitung einer Professur ein Stipendium. Daraufhin besuchte er erneut Leipzig und legte 1914, nachdem er sechs Trimester an der Philosophischen Fakultät der Universität Leipzig absolviert hatte, wo er Vorlesungen zur Linguistik und Klassischen Philologie besuchte sowie an Seminaren der Professoren Karl Brugmann, Erich Bethe, Edgar Martini und Wilhelm Süß teilnahm, in Kiew die Masterprüfung in Klassischer Philologie ab.
Von Oktober 1914 bis 1918 war er als Privatdozent und als außerordentlicher Professor der Klassischen Philologie, ab 1917 auch als Dekan, an der Kiewer Universität tätig. 1917 war er Mitglied des Organisationskomitees der Organisation der Taurischen Universität in Jalta, an der er 1918 auch als Dozent tätig war.
1919 zog Dloschewskyj, gemeinsam mit seiner Frau Claudia Konstantinowna, nach Odessa, wo er zunächst als Assistenzprofessor an der Universität Odessa arbeitete. Im April 1920 wurde er Direktor des Historischen und Archäologischen Museums von Odessa und im November 1920 wurde er Vater einer Tochter. Zu Beginn des Jahres 1921 war er einer der Initiatoren des im Juli 1921 gegründeten Archäologischen Instituts in Odessa, an dem er als Prorektor und Professor tätig war. Ab 1926 leitete er das archäologische Museum von Odessa und von 1928 an war er ordentliches Mitglied des Allukrainischen Archäologischen Komitees der Ukrainischen Akademie der Wissenschaften.
Nachdem bei ihm ein inoperabler bösartiger Tumor im Bauchraum diagnostiziert wurde und die Behandlung am Leningrader Landesröntgeninstitut fehlschlug, wurde ihm eine Behandlung in Berlin empfohlen. In Berlin nahm er 1929 noch als ukrainischer Delegierter am Internationalen Archäologischen Kongress für Klassische Archäologie teil, der in diesem Jahr dem 100-jährigen Bestehen des Deutschen Archäologischen Instituts gewidmet war. Er berichtete über die Ausgrabungen in Olbia und wurde zum ordentlichen Mitglied des Instituts gewählt. In den letzten Tagen seines Lebens widmete er sich der Fertigstellung des Berichts über die Olbia-Expedition.
Dloschewskyj, der insgesamt 42 wissenschaftliche Werke verfasste, starb 1930 in Odessa an Magenkrebs.